# Tricyphona nigrocuspis
Tricyphona nigrocuspis är en tvåvingeart som först beskrevs av Alexander 1973.  Tricyphona nigrocuspis ingår i släktet Tricyphona och familjen hårögonharkrankar. Inga underarter finns listade i Catalogue of Life.